# Geoffroy Ier de Gâtinais
Pour les articles homonymes, voir Geoffroy Ier.
Geoffroy Ier, comte de Gâtinais (Gauzfridi comitis Wastinensis) fut l'un des premiers comtes de cette région, à la fin du Xe siècle. Il est le premier à porter ce titre, ses prédécesseurs étant, semble-t-il, qualifiés de vicomtes d'Orléans. Il est aussi qualifié de comte de Château-Landon (Gosfredi, comitis Landonensi castri), cette cité étant alors la capitale du Gâtinais. 
Il est cité pour la première fois parmi les témoins d'un acte passé par le roi Louis V de France, le 9 juin 979 à Compiègne. Vers 985/7 Tédouin, vassal du comte Eudes Ier de Blois, fait donation de son alleu de Villotte (commune de Fréville-du-Gâtinais) à l'abbaye Saint-Père de Chartres. Geoffroy signe cet acte, juste après le comte de Blois et juste avant le donateur, ce qui situe sa position sociale. Enfin, d'après un acte de 1028 signé par son fils Aubry le Tort, il intervint aux côtés de Bouchard Ier le Vénérable, comte de Vendôme, de Melun et de Corbeil dans une guerre contre le comte Eudes Ier de Blois et reçut en récompense les fiefs de Boësses et Échilleuses. Cette guerre, initialement située en 999, est maintenant identifié comme le siège de Melun, en 991.
Passé cette date, on ne parle plus du comte Geoffroy, et ce n'est qu'en 997 qu'une lettre d'Abbon, abbé de Saint-Benoît sur Loire, adressée au pape Grégoire V, mentionne un Quauz…, nepos Wal…, comte de Gâtinais, qui ravage la région et lui demande de l'excommunier.

## Mariage et enfants
Il avait épousé vers 975 Béatrice de Mâcon, fille d'Aubry II, comte de Mâcon, et avait eu :
- Aubry le Tors (° v. 985 † v. 1030 sans postérité), comte de Gâtinais (son demi-frère Geoffroy II lui succède).

Deux autres enfants sont avancés de manière hypothétique :
- peut-être un Geoffroy (° v. 980 † 997), qui serait le Qauz… de la lettre d'Abbon, selon Settipani. Aurait-il un lien avec les futurs comtes de Joigny ?
- peut-être une fille, mariée à Guy ou Wido, comte de Mâcon. Cette fille est proposée pour expliquer la succession du comté de Mâcon, d'Aubry II à Guy, mais une autre explication est possible : Guy est fils d'Otte-Guillaume, comte de Bourgogne, et d'Ermentrude de Roucy, veuve héritière d'Aubry II et sans doute la belle-mère plutôt que la mère de Béatrice de Mâcon. À la mort sans fils d'Aubry II, Mâcon serait échu à sa veuve Ermentrude et à Otte-Guillaume son nouveau mari, puis à leur fils Guy.

## Famille
Les thèses divergent quant à sa filiation et à la manière dont il acquit le Gâtinais :
1. selon Édouard de Saint-Phalle, c'est son épouse qui lui apporta le Gâtinais, identifiant le vicomte Aubry d'Orléans au comte Aubry II de Mâcon. Pour l'ascendance de Geoffroy, il remarque que les familles où le prénom de Geoffroy sont déjà nombreuses à l'époque, et ne peut conclure. Enfin, il identifie son successeur Wal… à Gautier (Walthar) Ier, comte de Vexin, de Valois et d'Amiens, qui aurait été le second mari de Béatrice de Mâcon ;
2. Christian Settipani remarque que le comte Gautier Ier de Vexin a un fils nommé Geoffroy et une épouse qui serait Adèle, fille de Foulque II d'Anjou et de Gerberge, elle-même fille probable du vicomte Geoffroy/Gausfred d'Orléans et sœur probable du vicomte Aubry d'Orléans (cf. les Rorgonides). Il considère qu'à la mort d'Aubry d'Orléans le Gâtinais passa à Geoffroy de Vexin, probable petit-neveu d'Aubry d'Orléans, qu'il identifie à notre Geoffroy Ier, comte de Gâtinais (le Gâtinais serait donc issu d'un démembrement de l'immense  vicomté d'Orléans, et n'aurait aucun rapport avec Mâcon, Chalon et la Bourgogne en général ; Geoffroi Ier pourrait alors être un Agilolfing). Cette succession se fit probablement par désignation testamentaire, car les plus proches héritiers auraient dû être les comtes d'Anjou issus de Foulque II et Gerberge. Geoffroy mourant en laissant un (ou plusieurs) fils en bas âge, c'est naturellement son frère aîné Gautier II le Blanc (le comte Wal…), encore héritier des comtés de Vexin, Valois et Amiens, qui assura la charge comtale en attendant la majorité de son neveu Aubry le Tors.

## Sources
Onomastique et Parenté dans l'Occident médiéval, Oxford, Linacre College, Unit for Prosopographical Research, coll. « Prosopographica et Genealogica / 3 », 2000, 310 p. (ISBN 1-900934-01-9) :
- Édouard de Saint Phalle, « Les comtes de Gâtinais aux Xe et XIe siècles ».
- Christian Settipani, « Les vicomtes de Châteaudun et leurs alliés ».